# Peter Neustädter
Peter Neustädter (ur. 16 lutego 1966 w Karabałcie, ówczesna Kirgiska Socjalistyczna Republika Radziecka) – były kazachski piłkarz i trener pochodzenia niemieckiego, występujący na pozycji obrońcy, dwukrotny reprezentant Kazachstanu. Ojciec Romana, reprezentanta Rosji i pomocnika FC Schalke 04.

## Kariera klubowa
Urodzony w rodzinie Niemców nadwołżańskich na terenie ówczesnej Kirgizji, Neustädter rozpoczął karierę w drużynie Zenitu Leningrad. W 1988 zadebiutował w Wyższej lidze ZSRR w barwach Dnipro Dniepropetrowsk, z którym zdobył mistrzostwo Związku Radzieckiego. Po rozpadzie kraju został zawodnikiem Karlsruher SC, gdzie w 1993 wystąpił po raz pierwszy w niemieckiej Bundeslidze. Rok później z przerwą na epizod w Chemnitzer FC podpisał kontrakt z 1. FSV Mainz 05. W klubie z Moguncji grał do roku 2006, głównie w południowo-zachodniej Oberlidze. Seniorską karierę zakończył w rezerwach 1. FSV Mainz 05, był także szkoleniowcem tego zespołu do 2010.

## Kariera reprezentacyjna
Do połowy lat 90. Neustädter posiadał tylko kazachskie obywatelstwo, po czym uzyskał oficjalny status przesiedleńca (Aussiedler). W 1996 piłkarz rozegrał dwa mecze w seniorskiej reprezentacji Kazachstanu, tracąc tym samym prawo do reprezentowania Niemiec w oficjalnych meczach międzypaństwowych.